# Sady Górne

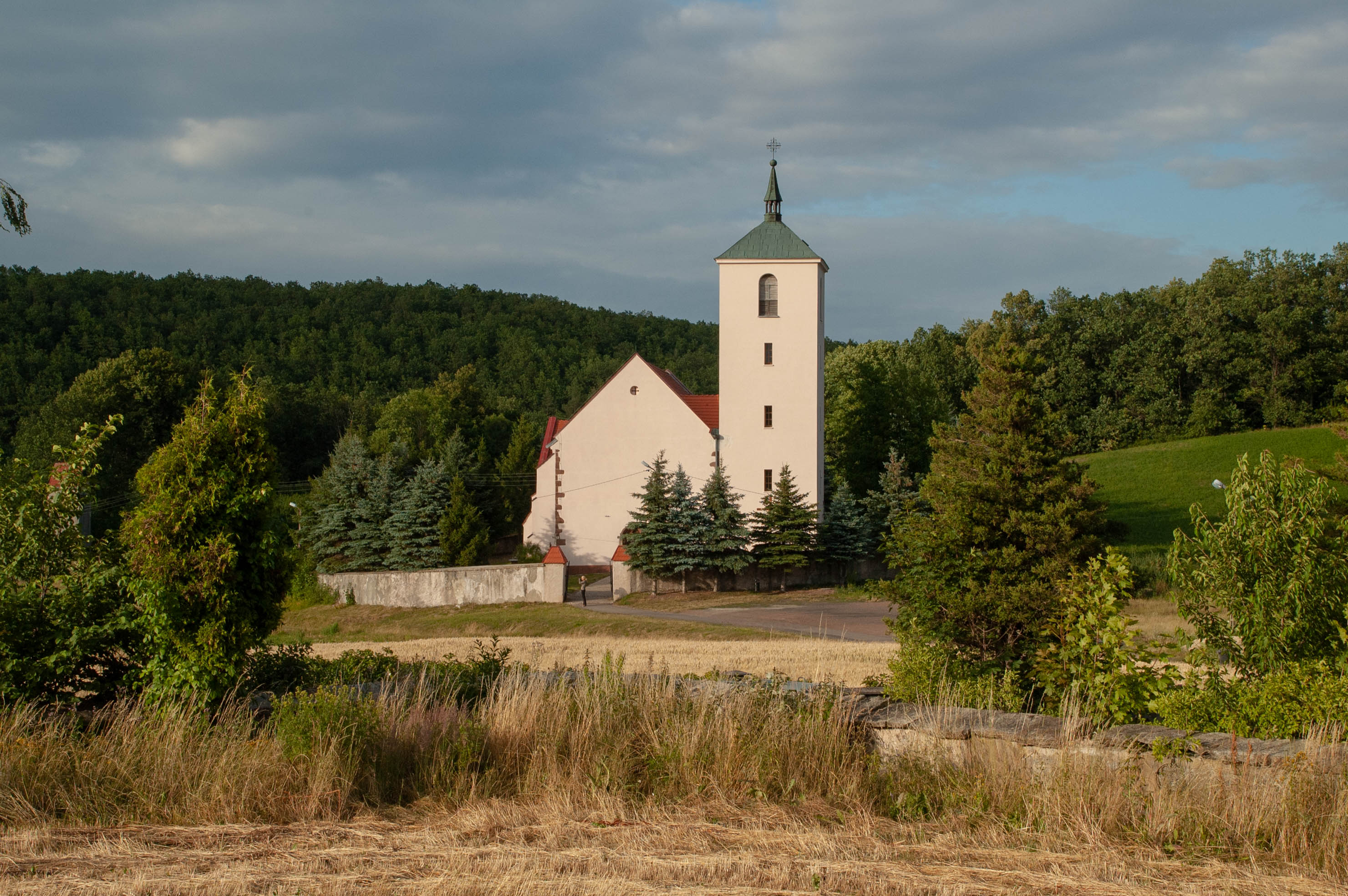
Kirche Mariä Geburt

Sady Górne ['lipa] (deutsch Ober Baumgarten) ist ein Ort in der Stadt- und Landgemeinde Bolków (Bolkenhain) im Powiat Jaworski der Woiwodschaft Niederschlesien in Polen.

## Lage
Sady Górne liegt etwa acht Kilometer südöstlich von Bolków (Bolkenhain) und 19 Kilometer südlich von Jawor (Jauer). Nachbarorte sind Półwsie (Halbendorf) und Nagórnik (Hohenhelmsdorf) im Westen, Sady Dolne (Nieder Baumgarten) im Norden, Pietrzyków (Hohenpetersdorf) im Nordosten, Chwaliszów (Quolsdorf) und Stare Bogaczowice (Alt Reichenau) im Südosten.

## Geschichte
„Bomgarten“ wurde 1263 erstmals erwähnt. 1402 ist es in der Schreibweise Newmbaum garthin belegt. Es gehörte zunächst dem Adelsgeschlecht Tschirnhaus, danach den Zedlitz und von Reibnitz.
Nach dem Ersten Schlesischen Krieg fiel Ober Baumgarten 1742 mit dem größten Teil Schlesiens an Preußen und wurde dem Kreis Bolkenhain angegliedert, mit dem es bis zu seiner Auflösung 1932 verbunden blieb. 1845 bestand Ober Baumgarten aus 134 Häusern, 914 Einwohnern (davon 20 katholisch und der Rest evangelisch), eine 1742 gegründete evangelische Majoratskirche, eingepfarrt Nieder- und Ober Baumgarten sowie Falkenau, eine evangelische Schule mit einem Lehrer und zwei Hilfslehrern, katholische Kirche in Nieder Baumgarten, eine katholische Schule mit einem Lehrer, eine herrschaftliche Wohnung, zwei herrschaftliche und ein Rustikal-Vorwerk, drei Wassermühlen, zwei Windmühlen, 31 Lein- und Baumwollstühle, 33 Handwerker und Händler.
Im Rahmen einer preußischen Kreisreform wurde der Landkreis Bolkenhain 1932 aufgelöst und Ober Baumgarten 1932 dem Landkreis Landeshut und 1933 dem Landkreis Jauer eingegliedert.
Als Folge des Zweiten Weltkriegs fiel Ober Baumgarten 1945 mit fast ganz Schlesien an Polen und wurde in Sady Górne umbenannt. Die deutsche Bevölkerung wurde, soweit sie nicht schon vorher geflohen war, 1945/46 vertrieben. Die neu angesiedelten Bewohner waren teilweise Zwangsumgesiedelte aus Ostpolen, das an die Sowjetunion gefallen war.
1975–1998 gehörte Sady Górne zur Woiwodschaft Jelenia Góra. Die evangelische Pfarrkirche wurde in den 1970er Jahren abgerissen.

## Sehenswürdigkeiten
- Pfarrkirche Mariä Geburt (polnisch Kościół p.w. Narodzenia NMP), erbaut 13.–14. Jahrhundert, 1899 erneuert, umgeben von einer Umfassungsmauer.[4] Daneben ein Friedhof und ein Pfarrhaus, erbaut 18. Jahrhundert.
- Schloss Ober Baumgarten (Nr. 116), erbaut 1742 bzw. 1775, 1883 Umbau im Stil der Neorenaissance.[5][6]
- Ruine einer Windmühle